# Johan Hendrik Hegermann-Lindencrone
 Ikke at forveksle med Johan Henrik Hegermann-Lindencrone.
Johan Heinrich (Hendrik) Hegermann-Lindencrone (født Hegermann) (30. april 1765 i Frederikshald – 9. maj 1849 på Rolighed på Østerbro) var en dansk officer, bror til Diderik Hegermann, gift med Louise Hegermann-Lindencrone og var far til Cai Hegermann-Lindencrone.
Han var søn af kaptajn, senere oberstløjtnant og krigskommissær Cay Detlev Hegermann (1732-1800) og Anna Esther Stuhlmann (1745-1778), indtrådte i sit 10. år i Landkadetkorpset i København og blev 1783 sekondløjtnant ved Søndenfjeldske Infanteriregiment. 1787 vendte han tilbage til Landkadetkorpset, hvor han i sin kadettid havde gjort sig særdeles yndet, for at forrette tjeneste som adjudant og kommandersergent og forblev der indtil 1800, da han, der 1789 var avanceret til premierløjtnant, 1793 til kaptajn, lod sig stille à la suite i armeen (ved Kronens Regiment) for derefter 1803 efter ansøgning at tage sin afsked fra krigstjenesten. Ved englændernes overfald 1807 meldte han sig imidlertid på ny til tjeneste og fik ansættelse i Kongens Livkorps, hvorved han i slutningen af året udnævntes til major. 1808 blev Hegermann, der, uden nogen sinde at få plads i Frederik VI's nærmeste omgivelser, snart kom til at høre til de af hærens officerer, som kongen skattede højest, sekondkommandant i København og kommandør for Sjællandske Skarpskyttekorps, 1811 oberstløjtnant – i hvilken egenskab han i de 2 følgende år, da svenskernes landgang på Sjælland alvorlig frygtedes, førte en betroet og temmelig selvstændig kommando på øens sydøstkyst – 1816 oberst og 1817 Ridder af Dannebrog. 2. maj 1818 optoges Hegermann, udnævnt til kammerherre 1815, i den danske adelstand under navn af Hegermann-Lindencrone, hvilket tilnavn hidrører fra hans hustru, forfatteren Mette Louise Christiane Frederikke f. Lindencrone, hvem han havde ægtet 26. maj 1797.
1823 blev Hegermann-Lindencrone ansat som chef for 2. livregiment, hvilken kommando han beholdt indtil sin afgang, og hvormed han i årene 1828-34 forenede posten som chef for Kongens Livkorps; 1824 blev han Dannebrogsmand, 1826 udnævntes han til Kommandør af Dannebrog, 1831 til generalmajor, 1836 til Storkors af Dannebrog. Da i 1841 udtalelserne om hærens officerer i anledning af den forestående reduktion gik ind til Christian VIII, kunne de overordnede myndigheder om den 76-årige Hegermann-Lindencrone fremhæve, at hans vanlige iver for tjenesten var uformindsket, hans helbredstilstand, åndsevner og duelighed i enhver henseende tilfredsstillende, men, som naturligt var, søgte Hegermann-Lindencrone selv om sin afsked, der det følgende år tilstodes ham med ventepenge og med titel af generalløjtnant. Han døde 9. maj 1849 på landstedet Rolighed ved København, hvor hustruen udfoldede en salonkultur, som bl.a. omfattede Adam Oehlenschlæger.
Blandt gæsterne var også et barn, der senere skulle blive berømt, nemlig Helmuth Karl Bernhard von Moltke. I sin selvbiografi mindes den senere generalfeltmarskal med stor taknemmelighed familien Hegermann-Lindencrone, der med stor venlighed optog ham og hans ældre bror i familien. Begge legede om søndagene sammen med familiens tre sønner: "Omgangen med de ædle, fint dannede Medlemmer af denne Familie har virket velgørende paa hele min Udvikling".
Han er begravet på Garnisons Kirkegård.
Der findes et portrætmaleri af Just Holm, udstillet 1839. Litografier 1831 efter tegning af Julius Friedlænder og 1842 efter maleri af Emil Bærentzen.